# Souroubea corallina
Souroubea corallina är en tvåhjärtbladig växtart som först beskrevs av C. Martius, och fick sitt nu gällande namn av Delp. Souroubea corallina ingår i släktet Souroubea och familjen Marcgraviaceae. Inga underarter finns listade i Catalogue of Life.